# Lonchodiodes putingmantsa
Lonchodiodes putingmantsa is een insect uit de orde Phasmatodea en de  familie Phasmatidae. De wetenschappelijke naam van deze soort is voor het eerst geldig gepubliceerd in 2003 door Zompro.